# Ulu Burun-vraket

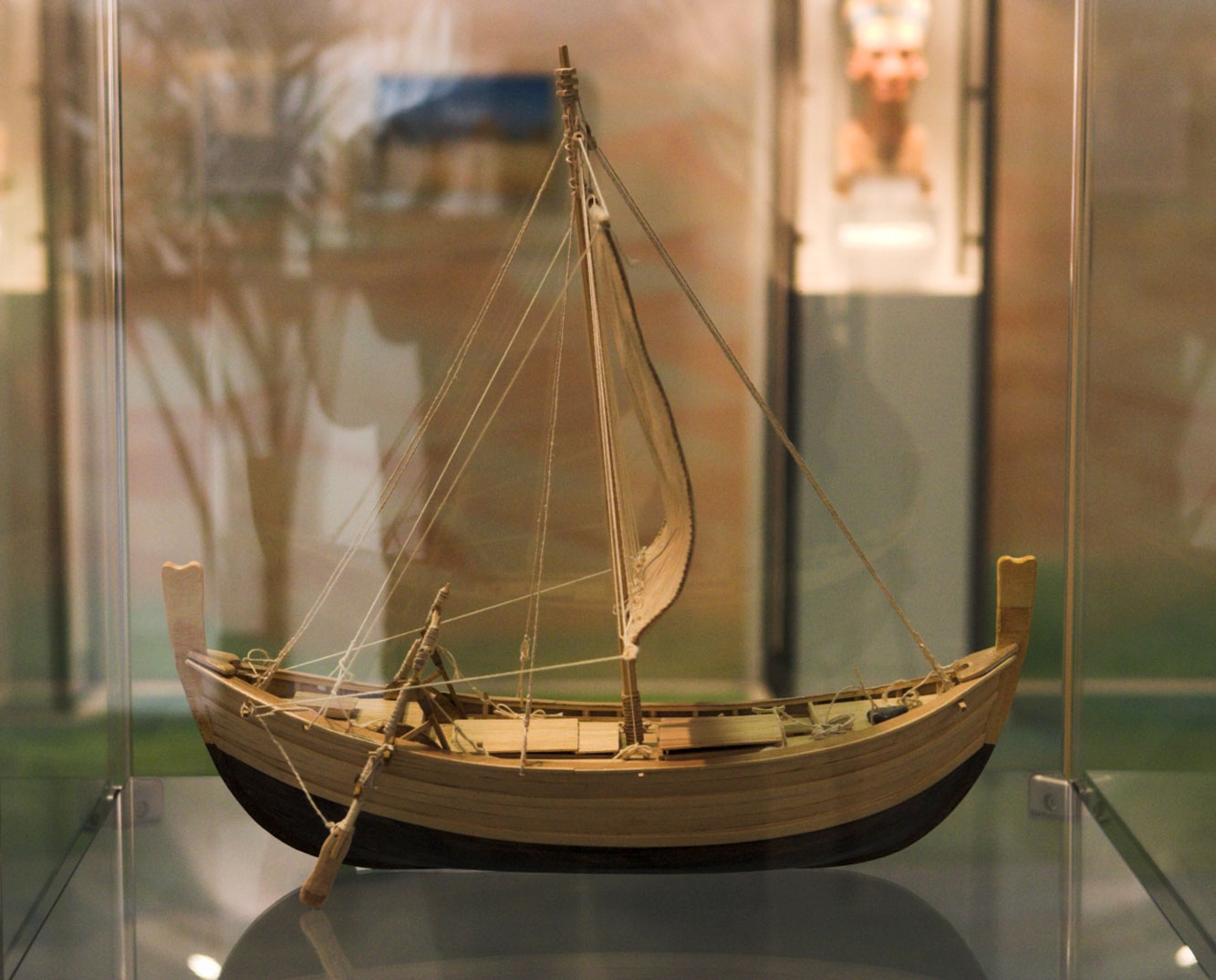
Trämodell

Ulu Burun-vraket utgrävdes av arkeologer utanför Turkiets sydkust. Vraket härstammar från bronsåldern, 1300-talet f.Kr. Fartyget hade bland annat fraktat koppar och var med i bronsåldershandeln i östra Medelhavet. Man bytte också varor tillverkade av skickliga hantverkare. Man gav även gåvor till exempel av materialen guld och elfenben till olika politiska förbund. Texter som vittnar om handel har man hittat på väggar i egyptiska gravar. En turkisk svampdykare hittade Ulu Burun-vraket år 1982. Efter upptäckten undersöktes vraket av turkiska och amerikanska marinbiologer. Därefter påbörjades utgrävningarna 1984. Vraket ligger på 45 meters djup. 